# Hoffmann Dezső

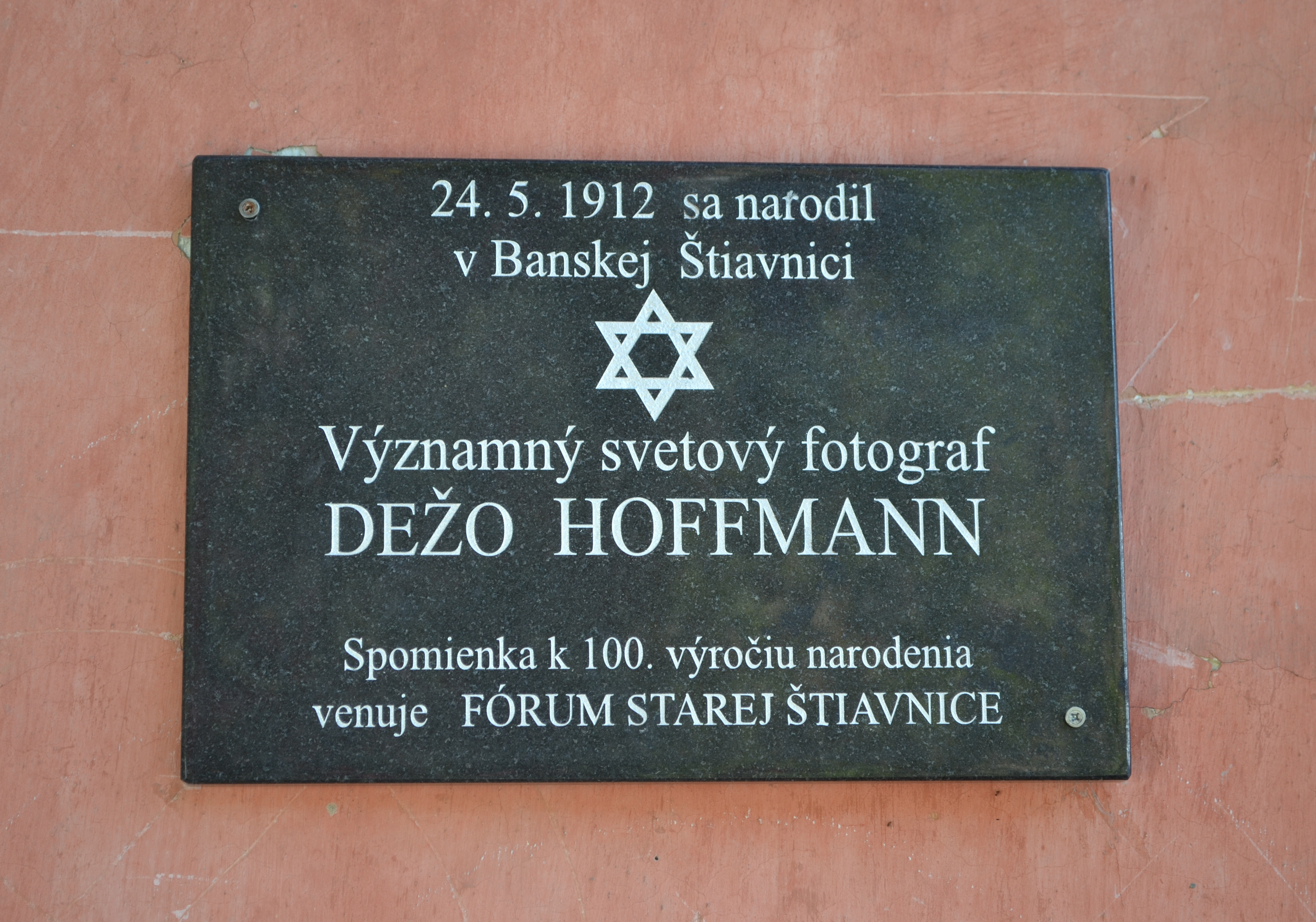
Emléktábla Selmecbányán a szülőházán

Hoffman Dezső, Dezo Hoffmann, Dezider Hoffmann (Selmecbánya, 1912. május 24. – London, 1986. március 29.) az egyik leghíresebb csehszlovák-magyar fotográfus, operatőr, aki a spanyol polgárháború, a második világháború, később pedig a Beatles együttes fotósaként vált világszerte ismertté. Fotói a XX. század képi örökségének kikerülhetetlen részét képezik.
A szlovák források szlovákként emlékeznek meg róla. Más forrásokból, egyebek között Marián Pauer emlékezéseiből azonban kiderül, hogy magyar anyanyelvű volt, Szántó Péternek pedig, az egyetlen vele készült magyar interjú készítőjének egyértelműen magyarnak vallotta magát. Testvére Magyarországon élt.

„– Mr. Hoffmann! We are Hungarian reporters and we would like to make an interview with you!
Az öregúr ránk nézett, majd elmosolyodott: – Nagyon örvendek, de ha óhajtják, beszélhetünk magyarul. A Dezo Hoffmann név ugyanis a felvidéki Hoffmann Dezsőt takarja.”

– Szántó Péter interjúja Hoffmann Dezsővel

## Életútja

### Gyermekkora és tanulóévei
A felvidéki Selmecbányán, az Osztrák–Magyar Monarchia részét képező Magyar Királyság területén született. Édesapja halála után édesanyjával Zsolnára költöztek, itt végezte el az általános iskolát, immár csehszlovák területen. Középiskolai tanulmányai félbeszakadtak, amikor bevonult katonai szolgálatra Pöstyénbe. A szolgálat leteltével 1930-ban visszatért Zsolnára, tipográfiát tanult. A következő évben azonban a csehszlovák fővárosba, Prágába települt át, ahol eleinte újságírói tanulmányok mellett színházi jegyszedőként dolgozott. Művészi pályáját filmesként kezdte 1933-ban: megismerkedett a prágai AB Studio éppen készülő Extázis (eredetileg Eroticon) című filmjének operatőrével, az amerikai Otto Hellerrel, akinek ajánlására az operatőr-személyzet tagja lett.

„Nos, akkoriban a „filmnél lenni” olyasmi volt, mint ma egy beatzenekarban játszani. Nem utolsósorban azért, mert így az ember annyi lányt szerezhetett magának, amennyit akart.”

– Szántó Péter interjúja Hoffmann Dezsővel

### Háborús helyszínek
1934-től a 20th Century Fox párizsi leányvállalata alkalmazta. Először Mussolini etiópiai invázióját fényképezte. 1936-ban Barcelonába küldték, hogy filmre vegye az ott rendezett népi diákolimpiát, amellyel az ellen tiltakoztak, hogy Adolf Hitler a náci propaganda céljaira használta fel az 1936-os berlini olimpiát. Ott érte a spanyol polgárháború kitörése. Hoffmann a nemzetközi brigádba, a magyar Rákosi-zászlóaljba állt harcolni, később a sajtóegységhez került, ahol a szintén magyar fotós Robert Capával és az író Ernest Hemingwayjel dolgozott együtt, s elválaszthatatlan barátok lettek. Állítólag ekkor kezdett el foglalkozni komolyabban a fotózással, miután filmfelvevője elromlott. 
1939-ben, a polgárháború végén a dél-franciaországi Saint Cyprienbe internálták. 1940-ben Londonba menekült. Belépett az emigráns csehszlovák kormány hadseregébe, majd a Királyi Légierő tagja lett. Haditudósítóként megjárta a második világháború burmai, indiai, észak-afrikai hadszíntereit. Második világháborús képeit ma a londoni Imperial War Museum őrzi. Végül a normandiai partraszállás alkalmával olyan súlyosan megsebesült, hogy a további hadműveletekben nem vett részt.

### Show business
A háború után, 1945-ben az angliai Leicesterben megalapította saját filmtársaságát. Ő készítette Tito kérésére az első dokumentumfilmet Jugoszláviáról. 1949-ben a vállalkozás csődbe ment, Hoffmann Londonba költözött. Különböző folyóiratoknak végzett munkák után 1955-ben Isadora Green, a Record Mirror című zenei hetilap szerkesztője munkatársnak hívta őt, színházi és filmpremierek fotózásához. Hoffmann Dezsőből végérvényesen fényképész lett.
Újszerű fotótechnikájával hamar felhívta magára a figyelmet: mellőzte a fényképezőgép-állvány és a villanófény használatát, külső helyszíneken a mesterséges megvilágítást is, szembeszállva az ekkor elterjedt technológia-központú szemlélettel. Olyan tekintélyes lapok vették át a felvételeit, mint a Billboard, a Cashbox, a Daily Mirror vagy a News Chronicle. Módszere terjedni kezdett a szakmában, a portréfényképezés megújítójaként emlegették. Megnyitotta saját műtermét a Wardour Streeten, ahol nemsokára a „show business” hírességeit – Charlie Chaplin, Marilyn Monroe, Frank Sinatra, Louis Armstrong, Marlene Dietrich – fényképezte.

„Nézze, engem mint abszolút amatőrt nem kötöttek a szakma babonái. Egyszerűen azt kérdeztem magamtól: ha filmet lehet csinálni vaku nélkül, miért ne lehetne fotót is? A képek szebbek, tónusosabbak lettek, mélységük, hátterük volt.”

– Szántó Péter interjúja Hoffmann Dezsővel

### Könnyűzene
Műtermében gyakran fényképezkedtek a kibontakozó brit popzene akkori sztárjai is, így Cliff Richard, Adam Faith, a Shadows zenekar, Dusty Springfield. Mint befutott, divatos fényképészt keresték meg 1962 tavaszán Liverpoolból, hogy felhívják figyelmét az országszerte akkor még alig ismert Beatles együttesre. Kiutazott Liverpoolba, ahol olyan rokonszenvesnek találták egymást az együttes tagjaival, hogy Hoffmann azonnal dolgozni kezdett velük. Hamarosan szoros személyes és szakmai kapcsolat alakult ki a zenekarral. A Beatles híressé válásakor az együttes menedzsere, Brian Epstein őt választotta a zenekar kizárólagos, hivatalos fotósának. Mindenki másnál több képet készített róluk és ezek a képek mára összeforrtak a zenekar örökségével. Richard Lester nem egy ötletet merített belőlük a Beatlesszel forgatott mozifilmjeihez.
1964-től azonban a zenekar tagjai, különösen vezetőjük, John Lennon mind kevésbé voltak képesek megbirkózni a példátlan hírnév jelentette lélektani kihívással. Lennon a becsületes, karrierjét saját erejével felépítő Hoffmannt lassanként egynek látta a Beatlest szüntelenül ostromló, könnyű meggazdagodást remélő alkalmi „barátokkal”, s bevételeket kért tőle számon. A fotóművész zokon vette Lennon vádaskodását, kapcsolatuk megromlott. 1965-ben elváltak Hoffmann és a Beatles útjai.

„Azért, hogy a Beatles hivatalos fényképésze vagyok, soha egy fillért nem kaptam a Beatlestől. Ha csináltam egy képet, és ha megjelent, az újság kifizette, ez minden! Persze ismertebb, népszerűbb lettem a Beatles fotósaként, és ez hozott más megrendelést is, de minden pennyért én dolgoztam meg, nem John Lennon! [...] Szóval, haraggal váltunk el. Később persze kibékültünk. Paul például úgy nyilatkozott: akkoriban azt gondolták, én vagyok a világ legnagyobb fotósa.”

– Szántó Péter interjúja Hoffmann Dezsővel

A Beatlest övező népszerűség továbbra is elkísérte Hoffmannt, más sztárok bizalmát is megszerezte a számára, akiket szintén sokszor fényképezett (Rolling Stones, Jimi Hendrix, Eric Clapton, Yardbirds, David Bowie, Rod Stewart).

### Pályája vége
Az 1980-as évek elején visszavonult. 1982-ben jelentette meg a Beatlesről készült fényképfelvételeinek nagyobb terjedelmű válogatását a londoni Omnibus Press. Archívumának Beatles-vonatkozású darabjai a zenekar egykori vállalatához, az Apple Corps Ltd.-hez kerültek. Fotográfiai hagyatékának fennmaradó részét, mintegy egymillió fényképét a tekintélyes fotográfiai ügynökség és archívum, a Rex Features vásárolta fel, amely az 1960-as évek elejétől haláláig képviselte érdekeit világszerte.
Hoffmann Dezsőt 73 éves korában érte a halál Londonban, a Harley Street-i klinikán. A londoni Golders Green zsidó temetőben helyezték örök nyugalomra.

### Magánélete
A spanyol polgárháború idején nősült meg először. Spanyol felesége az esküvő után néhány héttel életét vesztette a fronton; kilétét máig rejtély övezi, nevét sem ismerjük. A második világháború végén egy Lilly nevű angol nőt vett feleségül, akitől lánya, Dolores Nelly  és fia, David született.

## Életében megjelent könyvei
- The Beatles, Hoffmann Dezső 1963-as összeállítása a Beatlesről, zömmel az 1963. júniusi műtermi felvételekből
- With the Beatles – The historic photographs of Dezo Hoffmann, szerkesztette és a könyvet tervezte Pearce Marchbank, 1982 (magyarul: Együtt a Beatlesekkel – Hoffmann Dezső fotói (1962-65), Szervánszky Attila fordításában, 1992)